# Oum El Adhaim
Oum El Adhaim là một đô thị thuộc tỉnh Souk Ahras, Algérie. Dân số thời điểm năm 2002 là 7.696 người.